# Pedraza de Alba
Pedraza de Alba is een gemeente in de Spaanse provincie Salamanca in de regio Castilië en León met een oppervlakte van 23,25 km². Pedraza de Alba telt 248 inwoners (1 januari 2016).

## Demografische ontwikkeling
Bron: INE, 1857-2011: volkstellingen